# دن ابنیت
دن اَبنیت (انگلیسی: Dan Abnett؛ ‏‎/ˈæbnɪt/‎ AB-nit؛ زادهٔ ۱۲ اکتبر ۱۹۶۵) رمان‌نویس و نویسنده کتاب‌های کمیک اهل بریتانیا است.
از فیلم‌ها یا مجموعه‌های تلویزیونی که وی در آن‌ها نقش داشته است، می‌توان به نگهبانان کهکشان اشاره نمود.